# Ehrigita
L'ehrigita és un mineral de la classe dels sulfurs que pertany al grup de la tetradimita.

## Característiques
L'ehrigita és una sulfosal de fórmula química Bi₈Te₃. Va ser aprovada com a espècie vàlida per l'Associació Mineralògica Internacional en el mes de desembre de l'any 2023, i va ser publicada a la revista internacional The Canadian Journal of Mineralogy and Petrology per Cristiana L. Ciobanu et al. en el mes de desembre de 2024 amb el títol «Ehrigite, Bi₈Te₃, a New Member of the Tetradymite Group». Químicament és una espècie molt propera a la hedleyita, amb la qual coexisteix. Cristal·litza en el sistema trigonal.
L'exemplar que va servir per a determinar l'espècie, el que es coneix com a material tipus, es troba conservat a les col·leccions mineralògiques del Museu d'Austràlia Meridional, a Adelaida, Austràlia, amb el número de registre: G35384.

## Formació i jaciments
Va ser descoberta a la mina d'or de Goodhope, situada a la localitat de Hedley, dins la divisió minera d'Osoyoos (Colúmbia Britànica, Canadà). Sembla que es tractaria d'una espècie relativament comuna, ja que hauria estat reportada diverses vegades a la literatura abans de l'aprovació de l'IMA. Ha estat descrita també a Polyarnyy (Múrmansk, Rússia), a Húnabyggð (Norðurland vestra, Islàndia), i sembla que també al Brasil i a la Xina.